# اریکا هانسن
اریکا هانسن (به انگلیسی: Erika Hansen) (زادهٔ ۸ مارس ۱۹۷۰) شناگر اهل ایالات متحده آمریکا است.